# Diocesi di Cesarea di Bitinia
La diocesi di Cesarea di Bitinia (in latino Dioecesis Caesariensis in Bithynia) è una sede soppressa del patriarcato di Costantinopoli e una sede titolare della Chiesa cattolica.

## Storia
Cesarea di Bitinia, nei pressi di Bedemkos (Bademköy) nell'odierna Turchia, è un'antica sede vescovile della provincia romana di Bitinia nella diocesi civile del Ponto. Faceva parte del patriarcato di Costantinopoli ed era suffraganea dell'arcidiocesi di Nicomedia.
La diocesi è documentata nelle Notitiae Episcopatuum del patriarcato di Costantinopoli fino al X secolo.
Diversi sono i vescovi noti di questa antica sede episcopale. Il primo è Phileas, il cui nome appare nel racconto del martirio di san Tirso e dei suoi compagni all'epoca dell'imperatore Diocleziano; il racconto riferisce che il vescovo si era dato alla fuga nascondendosi per paura della persecuzione. Rufo figura nella lista dei vescovi che presero parte al primo concilio di Nicea nel 325.
Non sono noti altri vescovi fino al VI secolo. Paolo sottoscrisse, il 20 luglio 518, la petizione inviata dal sinodo di Costantinopoli al patriarca Giovanni, perché rompesse i suoi legami con Severo di Antiochia e il partito monofisita e ristabilisse la fede calcedonese. Giovanni prese parte al sinodo costantinopolitano riunito nel 536 dal patriarca Mena, durante il quale sottoscrisse, nelle sessioni del 21 maggio e del 4 giugno, la condanna di Severo di Antiochia e dei suoi sostenitori, l'ex patriarca Antimo, il monaco siriano Zoora e Pietro di Apamea.
Per il VII secolo, le fonti tramandano i nomi di altri due vescovi. Il vescovo Teodosio prese parte ad una disputa sulle due volontà in Cristo il 24 agosto 656 con Massimo il Confessore, esiliato a Bizya. Teodoro partecipò al concilio di Costantinopoli del 680-681 dove fu condannata l'eresia monotelita.
Le fonti conciliari dell'VIII e del IX secolo trasmettono i nomi di due vescovi: Costantino, che assistette al secondo concilio di Nicea nel 787; e Teopisto, che prese parte al concilio di Costantinopoli dell'879-880 che riabilitò il patriarca Fozio. Un sigillo vescovile, datato tra il X e l'XI secolo, riporta il nome del vescovo Gregorio; potrebbe appartenere ad un vescovo di Cesarea di Bitinia, poiché il sigillo non indica che fosse un metropolita.
Dal XVI secolo Cesarea di Bitinia è annoverata tra le sedi vescovili titolari della Chiesa cattolica; la sede è vacante dal 5 gennaio 1982. L'ultimo titolare è stato Secondo Chiocca, vescovo ausiliare di Genova.

## Cronotassi

### Vescovi greci
- Phileas † (inizio IV secolo)
- Rufo † (menzionato nel 325)
- Paolo † (menzionato nel 518)
- Giovanni † (menzionato nel 536)
- Teodosio † (menzionato nel 656)
- Teodoro † (menzionato nel 680)
- Costantino † (menzionato nel 787)
- Teopisto † (menzionato nell'879)
- Gregorio ? † (X/XI secolo)

### Vescovi titolari
I vescovi del XV, XVI e XVII secolo sono quelli riportati da Catholic Hierarchy. Tuttavia questi vescovi appartengono probabilmente ad altre sedi titolari omonime; infatti gli Annuari Pontifici dell'Ottocento, l'Annuaire pontifical catholique del 1917 e ancora l'Annuario Pontificio del 1919 conoscono sono le sedi di Cesarea di Palestina, Cesarea del Ponto (Cappadocia), Cesarea di Filippo e Cesarea di Mauritania. Secondo Gcatholic, la sede titolare di Cesarea di Bitinia è stata istituita nel 1933; per cui solo gli ultimi tre vescovi di questa cronotassi apparterrebbero alla sede titolare di Cesarea di Bitinia.
- Giovanni † (1430 - 1440 deceduto)
- Angelo Peruzzi † (5 novembre 1572 - 3 aprile 1581 nominato vescovo di Sarsina)
- Claude de Saint-Bonnet de Thoiras † (25 ottobre 1621 - 12 settembre 1625 succeduto vescovo di Nîmes)
- Charles de Bourbon † (16 dicembre 1652 - 28 ottobre 1656 succeduto vescovo di Soissons)
- Bonaventura Rousseau † (6 maggio 1658 - 1671 deceduto)
- Alfonso Aguado, O.S.B. † (22 febbraio 1672 - 1680 deceduto)
- Antonio Geremia Pesce, C.P. † (10 maggio 1951 - 25 marzo 1953 nominato vescovo di Dodoma)
- Giovanni Sismondo † (30 settembre 1954 - 21 febbraio 1955 nominato arcivescovo titolare di Marcianopoli)
- Secondo Chiocca † (15 aprile 1955 - 5 gennaio 1982 deceduto)